# Ben Hogan
Vilijam Ben Hogan (engl. William Ben Hogan; Stivenvil, Teksas, 13. avgust 1912 — Fort Vort, Teksas, 25. jul 1997) bio je američki professional golfer koji se generalno smatra jednim od najvećih igrača u istoriji igre. Hogan je poznat po svom dubokom uticaju na teoriju zamaha u golfu i svojim legendarnim sposobnostima udaranja lopte.
Njegovih devet profesionalnih glavnih šampionata izjednjačavaju ga sa Gari Plejerom za četvrto mesto svih vremena. Predhode mu samo Džek Niklaus (18), Tajger Vuds (15) i Valter Hagen (11). On je jedan od samo pet golfera koji su osvojili sva četiri glavna prvenstva: Masters turnir, Otvoreno prvenstvo (mada je igrao samo jednom), Otvoreno prvenstvo SAD i PGA šampionat. Ostala četvorica su Niklaus, Vuds, Plajer i Džin Sarazen.

## Detinjstvo, mladost i karakter
Hogan je rođen u Stivenvilu u Teksasu, kao treće i najmlađe dete Čestera i Klare (Vilijams) Hogan. Njegov otac je bio kovač, a porodica je živela deset milja jugozapadno u Dablina do 1921. godine, kada su se preselili 70 milja (112 km) severoistočno do Fort Vorta. Kada je Hogan imao devet godina, 1922. godine njegov otac Čester izvršio je samoubistvo pištoljem u porodičnoj kuću. Po nekim izveštajima, Čester je počinio samoubistvo pred njim, što su neki (uključujući Hoganovog biografa Džejmsa Dodsona) naveli kao uzrok njegove introvertne ličnosti u kasnijim godinama.
Porodica je imala finansijske poteškoće nakon samoubistva njegovog oca, i deca su se zaposlila kako bi pomogli svojoj majci, koja je radila kao krojačica, da ga sastavi kraj s krajem. Stariji brat Rojal je napustio školu sa 14 godina da bi isporučivao kancelarijski materijal biciklom, a devetogodišnji Ben je nakon škole prodavao novine na obližnjoj železničkoj stanici. Po savetu prijatelja došao je do posla golferskog pomoćnika kad je imao 11 godina u seoskom klubu Glenovom garden, na golf terenu sa devet rupa lociranom 11 km južno on njegovog mesta stanovanja. Jedan od njegovih kolega u Glen gardenu bio je Bajron Nelson, kasniji turnejski rival. Njih dvoje se izborilo za vođstvo na godišnjem božićnom turniru za kadije u decembru 1927, kada su obojica imala 15 godina. Nelson je podbacio udarac na 30 stopa za devetu i poslednju rupu.
Sledećeg proleća, Nelson je dobio jedino juniorsko članstvo koje je bilo ponuđeno članovima Glen gardena. Klupska pravila nisu dozvolila kadije starije 16 godina, tako da je nakon avgusta 1928. godine, Hogan prešao da radi na terenima osrednjeg kvaliteta sa dnevnom naplatom: Kati lejk, Vorth hils i Z-Boaz.

## Glavni šampionati

### Pobede (9)
| Godina | Šampionat                  | 54 rupa          | Pobednički rezultat   | Margina   | Suparnici                                             |
| ------ | -------------------------- | ---------------- | --------------------- | --------- | ----------------------------------------------------- |
| 1946   | PGA šampionat              | n/a              | 6 & 4                 | n/a       | Ed Oliver                                             |
| 1948   | PGA šampionat (2)          | n/a              | 7 & 6                 | n/a       | Majk Turnesa                                          |
| 1948   | Otvoreno prvenstvo SAD     | 2 udarca vođstva | −8 (67-72-68-69=276)  | 2 strokes | Džimi Demaret                                         |
| 1950   | Otvoreno prvenstvo SAD (2) | 2 udarca deficit | +7 (72-69-72-74=287)  | Plejof 1  | Džordž Fazio, Lloyd Mangrum                           |
| 1951   | Masters turnir             | 1 udarac deficit | −8 (70-72-70-68=280)  | 2 udarca  | Ski Rigel                                             |
| 1951   | Otvoreno prvenstvo SAD (3) | 2 udarca deficit | +7 (76-73-71-67=287)  | 2 strokes | Klejton Hifner                                        |
| 1953   | Masters turnir (2)         | 4 udarca vođstvo | −14 (70-69-66-69=274) | 5 udarca  | Ed Oliver                                             |
| 1953   | Otvoreno prvenstvo SAD (4) | 1 udarac vođstva | −5 (67-72-73-71=283)  | 6 strokes | Sam Snid                                              |
| 1953   | Otvoreni šampionat         | Nerešeno         | −6 (73-71-70-68=282)  | 4 udarca  | Antonio Kerda, Dej Ris, Frank Stranahan, Peter Tomson |

Napomena: PGA šampionata je bio meč koji je održavan do 1958 

1 Porazio je Mangruma i Fazia u doigravanju na 18-rupa: Hogan 69 (−1), Mangrum 73 (+3), Fazio 75 (+5).

### Hronolgija rezulata
| Turnir                 | 1934 | 1935 | 1936 | 1937 | 1938 | 1939 |
| ---------------------- | ---- | ---- | ---- | ---- | ---- | ---- |
| Masters turnir         |      |      |      |      | T25  | 9    |
| Otvoreno prvenstvo SAD | CUT  |      | CUT  |      | CUT  | T62  |
| Otvoreni šampionat     |      |      |      |      |      |      |
| PGA šampionat          |      |      |      |      |      | R16  |

| Turnir                 | 1940 | 1941 | 1942 | 1943 | 1944 | 1945 | 1946 | 1947 | 1948 | 1949 |
| ---------------------- | ---- | ---- | ---- | ---- | ---- | ---- | ---- | ---- | ---- | ---- |
| Masters turnir         | T10  | 4    | 2    | NT   | NT   | NT   | 2    | T4   | T6   |      |
| Otvoreno prvenstvo SAD | T5   | T3   | NT   | NT   | NT   | NT   | T4   | T6   | 1    |      |
| Otvoreni šampionat     | NT   | NT   | NT   | NT   | NT   | NT   |      |      |      |      |
| PGA šampionat          | QF   | QF   | QF   | NT   |      |      | 1    | R64  | 1    |      |

| Turnir                 | 1950 | 1951 | 1952 | 1953 | 1954 | 1955 | 1956 | 1957 | 1958 | 1959 |
| ---------------------- | ---- | ---- | ---- | ---- | ---- | ---- | ---- | ---- | ---- | ---- |
| Masters turnir         | T4   | 1    | T7   | 1    | 2    | 2    | T8   | CUT  | T14  | T30  |
| Otvoreno prvenstvo SAD | 1    | 1    | 3    | 1    | T6   | 2    | T2   |      | T10  | T8   |
| Otvoreni šampionat     |      |      |      | 1    |      |      |      |      |      |      |
| PGA šampionat          |      |      |      |      |      |      |      |      |      |      |

| Turnir                 | 1960 | 1961 | 1962 | 1963 | 1964 | 1965 | 1966 | 1967 |
| ---------------------- | ---- | ---- | ---- | ---- | ---- | ---- | ---- | ---- |
| Masters turnir         | T6   | T32  | 38   |      | T9   | T21  | T13  | T10  |
| Otvoreno prvenstvo SAD | T9   | T14  |      |      |      |      | 12   | T34  |
| Otvoreni šampionat     |      |      |      |      |      |      |      |      |
| PGA šampionat          | CUT  |      |      |      | T9   | T15  |      |      |

NT = bez turnira

WD = povukao se

CUT = propustio je plasman na pola puta (3. runda u 1960 PGA šampionat)

R64, R32, R16, QF, SF = Runda u kojoj je igrač izubio na PGA šampionatu

"T" označava nerešen rezultat

### Pregle
| Turnir                 | Pobeda | 2. | 3. | Top-5 | Top-10 | Top-25 | Događaji | Plasmani |
| ---------------------- | ------ | -- | -- | ----- | ------ | ------ | -------- | -------- |
| Masters turnir         | 2      | 4  | 0  | 9     | 17     | 21     | 25       | 24       |
| Otvoreno prvenstvo SAD | 4      | 2  | 2  | 10    | 15     | 17     | 22       | 19       |
| Otvoreni šampionat     | 1      | 0  | 0  | 1     | 1      | 1      | 1        | 1        |
| PGA šampionat          | 2      | 0  | 0  | 5     | 7      | 8      | 10       | 9        |
| Totali                 | 9      | 6  | 2  | 25    | 40     | 47     | 58       | 53       |

- Najveći broj uzastopnih plasmaana – 35 (1939 Masters – 1956 Otvoreno prvenstvo SADn)
- Najduža sekvenca među prvih deset – 18 (1948 Masters – 1956 Otvoreno prvenstvo SAD)

## Literatura
- Barkow, Al (1989). The History of the PGA TOUR. Doubleday.  978-0-385-26145-6.
- "Ben Hogan: "Players Were Afraid"" (1999). In ESPN SportsCentury. Michael MacCambridge, Editor. New York: Hyperion ESPN Books. pp. 142–3.
- Dodson, James (2004). Ben Hogan: An American Life. New York: Doubleday.  978-0-385-50312-9.
- McLean, Jim; McCarthy, Tom (2012). The Complete Hogan. New Jersey: John Wiley & Sons. ISBN 978-0-470-87624-4.
- McAfee, James (6. 6. 2011). „Did Ben Hogan Win Five U.S. Opens?”. Exegolf magazine. Архивирано из оригинала 31. 7. 2012. г. Приступљено 16. 9. 2011.

## Spoljašnje veze
- Wall, Jonathan (20. 5. 2014). „Return of a legendary brand”. PGA Tour.
- „Essentials: The Top 10 Things to Know About Ben Hogan”. PGA Tour. Приступљено 17. 7. 2019.
- Yocom, Guy (jul 2000). „50 Greatest Golfers of All Time: And What They Taught Us”. Golf Digest. Архивирано из оригинала 27. 05. 2012. г. Приступљено 5. 12. 2007.